# Bhanotia
Bhanotia is een geslacht van straalvinnige vissen uit de familie van zeenaalden en zeepaardjes (Syngnathidae).

## Soorten
- Bhanotia fasciolata (Duméril, 1870)
- Bhanotia nuda Dawson, 1978
- Bhanotia pauciradiata Allen & Kuiter, 1995

Niet geaccepteerde soorten:
- Bhanotia corrugatus (Weber, 1913) geaccepteerd als Bhanotia fasciolata (Duméril, 1870)
- Bhanotia sewelli Hora, 1926 geaccepteerd als Bhanotia fasciolata (Duméril, 1870)